# Championnats d'Europe de char à voile 1966
Navigation
1965 1967
Les 4e championnats d'Europe de char à voile 1966, organisés par le pays hôte sous l'égide de la fédération internationale du char à voile, se sont déroulés à Lytham St Annes dans le Lancashire en Angleterre,.

## Podiums
| Épreuve  | Or              | Argent          | Bronze         |
| Classe 1 | Christian Nau   | Helmut Spielman | Rüdiger Grassy |
| Classe 3 | Jan Dick Wevers | Karl Hughes     | Garry Benson   |

## Tableau des médailles par nation
| Rang | Nation      | Or | Argent | Bronze | Total |
| ---- | ----------- | -- | ------ | ------ | ----- |
| 1    | France      | 1  | -      | -      | 1     |
| 2    | Pays-Bas    | 1  | -      | -      | 1     |
| 2    | Allemagne   | -  | 1      | 1      | 2     |
| 2    | Royaume-Uni | -  | 1      | 1      | 2     |